# Boris Arvatov
Boris Ignatievici Arvatov (rusă Борис Игнатьевич Арватов) (n. 1896, d. 1940) a fost un critic de artă și de literatură, susținător al artei productiviste.